# Five Nations 1931
Die Ausgabe 1931 des jährlich stattfindenden Rugby-Union-Turniers Five Nations (seit 2000 Six Nations) fand vom 1. Januar bis zum 6. April statt. Turniersieger wurde Wales. Es war die letzte Teilnahme Frankreichs bis 1947.

## Teilnehmer
| Land       | Stadion                            | Stadt             | Kapitän                                  |
| ---------- | ---------------------------------- | ----------------- | ---------------------------------------- |
| England    | Twickenham Stadium                 | London            | Sam Tucker / Peter Howard / Carl Aarvold |
| Frankreich | Stade Olympique Yves-du-Manoir     | Colombes          | Eugène Ribère                            |
| Irland     | Lansdowne Road / Ravenhill Stadium | Dublin / Belfast  | Mark Sugden                              |
| Schottland | Murrayfield Stadium                | Edinburgh         | William Roughead / Phil Macpherson       |
| Wales      | Cardiff Arms Park / St Helen’s     | Cardiff / Swansea | Jack Bassett                             |

## Tabelle
|    | Land       | Spiele | Siege | Unent. | Ndlg. | Spiel- punkte | Diff. | Tabellen- punkte |
| -- | ---------- | ------ | ----- | ------ | ----- | ------------- | ----- | ---------------- |
| 1. | Wales      | 4      | 3     | 1      | 0     | 74:25         | + 49  | 7                |
| 2. | Schottland | 4      | 2     | 0      | 2     | 47:44         | + 3   | 4                |
| 2. | Irland     | 4      | 2     | 0      | 2     | 17:28         | − 11  | 4                |
| 2. | Frankreich | 4      | 2     | 0      | 2     | 24:54         | − 30  | 4                |
| 5. | England    | 4      | 0     | 1      | 3     | 48:59         | − 11  | 1                |

## Ergebnisse
| 1. Januar 1931 | Frankreich       | 3 : 0         | Irland | Stade Olympique Yves-du-Manoir, Colombes Zuschauer: 28.000 Schiedsrichter: Tommy Vile (Wales) |
| 1. Januar 1931 | Versuche: Ribère | (3:0) Bericht |        | Stade Olympique Yves-du-Manoir, Colombes Zuschauer: 28.000 Schiedsrichter: Tommy Vile (Wales) |

| 17. Januar 1931 | England                                                      | 11 : 11       | Wales                                                                 | Twickenham Stadium, London Schiedsrichter: James Wheeler (Irland) |
| 17. Januar 1931 | Versuche: Burland Erhöhungen: Burland Straftritte: Black (2) | (8:6) Bericht | Versuche: Jones-Davies Morley Erhöhungen: Bassett Straftritte: Powell | Twickenham Stadium, London Schiedsrichter: James Wheeler (Irland) |

| 24. Januar 1931 | Schottland             | 6 : 4         | Frankreich         | Murrayfield Stadium, Edinburgh Zuschauer: 50.000 Schiedsrichter: Rupert Jeffares jr. (Irland) |
| 24. Januar 1931 | Straftritte: Allan (2) | (6:0) Bericht | Dropgoals: Servole | Murrayfield Stadium, Edinburgh Zuschauer: 50.000 Schiedsrichter: Rupert Jeffares jr. (Irland) |

| 7. Februar 1931 | Wales                                                               | 13 : 8  | Schottland                    | Cardiff Arms Park, Cardiff Zuschauer: 50.000 Schiedsrichter: J. G. Bott (England) |
| 7. Februar 1931 | Versuche: Boon Morley Thomas Erhöhungen: Bassett Straftritte: Allan | Bericht | Versuche: Crichton-Miller (2) | Cardiff Arms Park, Cardiff Zuschauer: 50.000 Schiedsrichter: J. G. Bott (England) |

| 14. Februar 1931 | England                           | 5 : 6   | Irland                                | Twickenham Stadium, London Zuschauer: 60.000 Schiedsrichter: Albert Freethy (Wales) |
| 14. Februar 1931 | Versuche: Black Erhöhungen: Black | Bericht | Versuche: McMahon Straftritte: Murray | Twickenham Stadium, London Zuschauer: 60.000 Schiedsrichter: Albert Freethy (Wales) |

| 28. Februar 1931 | Wales                                                                                           | 35 : 3        | Frankreich      | St Helen’s, Swansea Zuschauer: 25.000 Schiedsrichter: Wallace Harland (Irland) |
| 28. Februar 1931 | Versuche: Arthur Davey Fender Lang Ralph (2) Williams Erhöhungen: Bassett (5) Dropgoals: Powell | (8:0) Bericht | Versuche: Petit | St Helen’s, Swansea Zuschauer: 25.000 Schiedsrichter: Wallace Harland (Irland) |

| 28. Februar 1931 | Irland                                   | 8 : 5         | Schottland                             | Lansdowne Road, Dublin Schiedsrichter: Barry Cumberlege (England) |
| 28. Februar 1931 | Versuche: Pike Sugden Erhöhungen: Murray | (3:5) Bericht | Versuche: Mackintosh Erhöhungen: Allan | Lansdowne Road, Dublin Schiedsrichter: Barry Cumberlege (England) |

| 14. März 1931 | Irland            | 3 : 15        | Wales                                                           | Ravenhill Stadium, Belfast Zuschauer: 30.000 Schiedsrichter: Malcolm Allan (Schottland) |
| 14. März 1931 | Versuche: Siggins | (3:4) Bericht | Versuche: Davey Morley (2) Erhöhungen: Bassett Dropgoals: Ralph | Ravenhill Stadium, Belfast Zuschauer: 30.000 Schiedsrichter: Malcolm Allan (Schottland) |

| 21. März 1931 | Schottland                                                          | 28 : 19         | England                                                              | Murrayfield Stadium, Edinburgh Zuschauer: 75.000 Schiedsrichter: Jim Wheeler (Irland) |
| 21. März 1931 | Versuche: Ford Logan Mackintosh (2) Smith (2) Erhöhungen: Allan (5) | (20:13) Bericht | Versuche: Reeve (2) Tallent Erhöhungen: Black (2) Straftritte: Black | Murrayfield Stadium, Edinburgh Zuschauer: 75.000 Schiedsrichter: Jim Wheeler (Irland) |

| 6. April 1931 | Frankreich                                        | 14 : 13       | England                                                     | Stade Olympique Yves-du-Manoir, Colombes Zuschauer: 25.000 Schiedsrichter: Albert Freethy (Wales) |
| 6. April 1931 | Versuche: Clady Galia Dropgoals: Baillette Gérald | (4:5) Bericht | Versuche: Burland Smeddle Tallent Erhöhungen: Black Forrest | Stade Olympique Yves-du-Manoir, Colombes Zuschauer: 25.000 Schiedsrichter: Albert Freethy (Wales) |